# 老挝境内的叛乱
老挝境内的叛乱是指1975年後老挝境內爆發的低強度戰爭，衝突一方是老撾政府，另一方是支持老挝前國王的保皇党以及苗族蒙人和老龍族的反政府武裝。  期間老挝境內至少有10万苗族平民被杀害。  